# 肉色宅泥魚
肉色宅泥魚，又稱肉色圓雀鯛，為輻鰭魚綱鱸形目隆頭魚亞目雀鯛科的其中一種，分布於印度洋區，從東非至印尼爪哇海海域，深度5-40公尺，本魚體呈卵圓形而側扁，頭部通常呈暗黃色或綠黃色，有時帶有淡淡的藍色。頭部和腹部偶爾可見微小的藍色斑點，身體至尾鰭白色，但成魚的腹部略呈暗色，胸部經鰓蓋有1條黑色橫帶，吻部、腹鰭、臀鰭及背鰭硬棘部分黑色，胸鰭透明或白色，尾鰭深叉形，硬棘12枚、背鰭軟條14-16枚、臀鰭硬棘2枚、臀鰭軟條13-14枚，體長可達7公分，棲息在枝狀珊瑚生長的珊瑚礁及岩礁區，成小群活動，以浮游生物為食，具領域性，生活習性不明，可做為觀賞魚。